# ابراهیم شیبانی (کارگردان)
ابراهیم شیبانی (زاده ٢٦ مهر ١٣٥٩، تهران) کارگردان، دستیار کارگردان و بازیگر ایرانی است. وی فارغ‌التحصیل رشته کارگردانی از دانشکده سینما تئاتر است. شروع فعالیت سینمایی او در مقام دستیاری کارگردان از سال ۱۳۷۶ با درخت گلابی آغاز شد.

## کارگردانی

### سینما
- طلاخون (۱۳۹٩)
- هیچ‌کجا هیچ‌کس (۱۳۹۱)
- صحنه جرم، ورود ممنوع! (۱۳۸۴)
- زهر عسل (۱۳۸۱)

## تلویزیون
- نجوا (۱۳۹۷)
- پازل (۱۳۹۳)

## بازیگری
- کارآگاه شمسی و دستیارش مادام (بازیگر مهمان) (۱۳۸۰)
- زیر پوست شهر (۱۳۷۹)
- داستانهای جزیره (اپیزود سوم، باران و بومی) (۱۳۷۷)